# Adult Themes for Voice
Albums
Pranzo Oltranzista
(1997)
Adult Themes for Voice est le premier album en solo du chanteur Mike Patton, sorti en 1996 et enregistré dans des chambres d'hôtel où il se trouvait au cours d'une tournée de Faith No More. L'album, résolument bruitiste, est constitué de trente quatre pistes vocales dans lesquelles Patton pousse des cris, vociférations et autres grognements dans un style très personnel, parfois agrémentés de bruits divers comme des glougloutements. À titre d'exemple, la piste 30, intitulée Wuxiapian Fantastique peut rappeler les braillements d'une personne agonisante.

## Liste des titres
1. Wuxiapian – 2:12
2. I Killed Him Like a Dog...And He Still Laughed – 0:56
3. Smog – 0:45
4. The Man In The Lower Left Hand Corner of the Photograph – 1:47
5. Robot Sex (neon) – 0:25
6. Screams of the Asteroid – 0:55
7. Robot Sex (b/w) – 0:16
8. Porno Holocaust – 1:00
9. Inconsolable Widows in Search of Distraction – 3:09
10. Hurry Up and Kill Me...I'm Cold – 0:06
11. Man Alone In Steambath – 1:01
12. Guinea Pig 1 – 0:35
13. Guinea Pig 2 – 1:26
14. Guinea Pig 3 – 0:16
15. Guinea Pig 4 – 1:42
16. A Woman With The Skin of the Moon" – 0:37
17. A Lizard With the Skin of a Woman – 1:38
18. Catheter – 1:18
19. Fix It So The Bruises Don't Show – 1:20
20. Robot Sex (watercolors) – 0:24
21. A Ceremony of Senses, an Alibi In The Red Light District – 0:40
22. Butterfly in a Glass Maze – 2:19
23. Pajama Party Horror – 0:57
24. A Leper With The Face of a Baby Girl – 2:40
25. The One Armed vs. 9 killers – 1:17
26. Pillow Biter – 2:42
27. Raped On A Bed of Sand – 1:46
28. Violence⁵ – 2:17
29. Red Mouth, Black Orgasm – 0:26
30. Wuxiapian Fantastique – 0:16
31. A Smile, A Slap In The Face, A Fart, A Kiss On The Mouth – 0:26
32. Private Lessons on Planet Eros – 0:36
33. Pneumonia with Complications – 0:13
34. Orgy in Reverb (10 Kilometers of Lust) – 4:53